# Simulium weiningense
Simulium weiningense är en tvåvingeart som beskrevs av Chen och Zhang 1997. Simulium weiningense ingår i släktet Simulium och familjen knott. Inga underarter finns listade i Catalogue of Life.